# Skrótka
Skrótka – rodzaj nie diagramowego (słownego) zadania szaradziarskiego, w którym z kontekstu należy odgadnąć wyrazy lub zwroty różniące się jedną literą. Krótszy wyraz powstaje wskutek usunięcia jednej litery z dłuższego wyrazu bez zmiany kolejności pozostałych liter. Czasami dla ułatwienia podaje się, która litera dłuższego wyrazu powinna być usunięta.
Przykład:
„Aksjomat o sześcianie”
Zawsze ta __ __ __ __ __

foremna __ __ __ __ .
Rozwiązanie: bryła, była.